# Berger+Parkkinen Architekten
Berger + Parkkinen ist ein österreichisches Architekturbüro, das 1995 von dem Architektenehepaar Alfred Berger und Tiina Parkkinen mit Niederlassungen in Wien und Helsinki gegründet wurde.

## Architektur
Die Arbeit des Büros umfasst Städtebau und öffentliche Bauten mit Schwerpunkt auf Bildung, Kultur und Sport sowie Wohn- und Geschäftsbauten. Außerdem besteht ein Bereich für Inneneinrichtung und Design. Das Büro ist auch als Generalplaner tätig.

## Geschichte
Im Gründungsjahr 1995 gewannen Berger+Parkkinen Architekten den Wettbewerb für die Nordischen Botschaften in Berlin. Weitere Wettbewerbserfolge und Anerkennungen waren u. a. Finalist des Mies van der Rohe Awards, Architekturpreis des Landes Salzburg, Nominierung Staatspreis für Architektur und Nachhaltigkeit. Zu den realisierten Bauten zählen unter anderem das 2019 fertiggestellte Paracelsus Bad & Kurhaus in der Salzburger Altstadt. Regelmäßige Vortrags- und Ausstellungstätigkeiten in den Hauptstädten Europas, Indien, Mexiko und den USA, unter anderem Einladungen zur Architekturbiennale Venedig, London Architecture Biennale, Galerie Aedes, Berlin. Publikationen über die Arbeit des Büros finden sich in weltweit führenden Architekturmagazinen, Büchern und zahlreichen weiteren Medien.

## Bauwerke (Auswahl)
- Nordische Botschaften, Berlin, Deutschland, 1995–1999[6]
- Fachhochschule Hagenberg, Hagenberg, Österreich, 2002–2005
- British Council Austria, Wien, Österreich, 2003–2008
- Residenz der königlich norwegischen Botschaft, Wien, Österreich, 2004–2007
- Erste Bank Arena, Wien, Österreich, 2008–2011
- Holzwohnbau Seestadt Aspern, Wien, Österreich, 2011–2015
- Paracelsus Medizinische Privatuniversität, Salzburg, Österreich, 2012–2013
- Wohnprojekt „Der Rosenhügel“, Wien, Österreich, 2014–2018
- Paracelsus Bad und Kurhaus, Salzburg, Österreich, 2012–2019
- Institutsgebäude für Pharmazie, Paracelsus Medizinische Privatuniversität, Salzburg, Österreich, 2016–2019
- Addendum, Wien, Österreich, 2017–2018

## Auszeichnungen (Auswahl)
- 2021: Nominierung Mies van der Rohe Award (Paracelsus Bad & Kurhaus)[7]
- 2020: Architekturpreis des Landes Salzburg (Paracelsus Bad & Kurhaus)[8]
- 2020: Aluminium-Architekturpreis (Paracelsus Bad & Kurhaus)[9]
- 2019: klimaaktiv GOLD (Paracelsus Bad & Kurhaus)[10]
- 2018 „Schorsch“ Wiener Architekturpreis – Gebaut (Wohnprojekt „Der Rosenhügel“)[11]
- 2017: klimaaktiv GOLD, Auszeichnung des ÖGNB (Holzwohnbau Seestadt Aspern)[12]
- 2012: „Schorsch“ Wiener Architekturpreis – Gebaut (Albert-Schultz Eishalle „Erste Bank Arena“)[13]
- 2005: „Bauwerk der Jahres“ – Auszeichnung des Landes Oberösterreich (Fachhochschule Hagenberg)
- 2004: AIT Award „Best of Europe: Office – Die Bilanz“ (Nordische Botschaften)[14]
- 2003: DuPont Benedictus Award (Nordische Botschaften)[15]
- 2001: Mies van der Rohe Award (Finalist) (Nordische Botschaften)[16]